# Санта-Сесилия (Санта-Катарина)
Санта-Сесилия (порт. Santa Cecília)  —  муниципалитет в Бразилии, входит в штат Санта-Катарина. Составная часть мезорегиона Серрана. Входит в экономико-статистический  микрорегион Куритибанус. Население составляет 16 421 человек на 2006 год. Занимает площадь 1 145,321 км². Плотность населения — 14,3 чел./км².

## История
Город основан 21 июня 1958 года.

## Статистика
- Валовой внутренний продукт на 2003 составляет 157.900.465,00 реалов (данные: Бразильский институт географии и статистики).
- Валовой внутренний продукт на душу населения на 2003 составляет 10.070,83 реалов (данные: Бразильский институт географии и статистики).
- Индекс развития человеческого потенциала на 2000 составляет 0,746 (данные: Программа развития ООН).

## География
Климат местности: холодный.